# Diecéze angoulêmská
Diecéze angoulêmská (lat. Dioecesis Engolismensis, franc. Diocèse d'Angoulême) je francouzská římskokatolická diecéze. Leží na území departementu Charente, jehož hranice přesně kopíruje. Sídlo biskupství i katedrála Saint-Pierre d'Angoulême se nachází v Angoulême. Diecéze A
angoulêmská je součástí poitierské církevní provincie.
Od 22. prosince 1993 je diecézním biskupem Mons. Claude Dagens.

## Historie
Biskupství bylo v Angoulême založeno v průběhu 3. století.
V důsledku konkordátu z roku 1801 byly 29. listopadu 1801 zrušeny diecéze périgueuxská, sainteská a sarlatská, jejichž celá území (v případě diecéze périgueuxské, nebo části, v případě zbylých diecézí) byla včleněna do diecéze angoulêmské. Dne 6. října 1822 došlo k obnovení diecéze périgueuxské; zbylé diecéze obnoveny nebyly.
Od svého založení (i během střídání politických režimů ve Francii byla diecéze angoulêmská sufragánní diecézí arcidiecéze bordeauxské. Dne 8. prosince 2002 však byla přeřazena do poitierské církevní provincie, jako sufragán arcidiecéze poitierské.